# Meisterschaft von Zürich 1976
Il Meisterschaft von Zürich 1976, sessantatreesima edizione della corsa, si svolse il 2 maggio 1976 su un percorso di 254 km. Venne vinto dal belga Freddy Maertens, che terminò in 6h26'02".

## Ordine d'arrivo (Top 10)
| Pos. | Corridore          | Squadra        | Tempo    |
| ---- | ------------------ | -------------- | -------- |
| 1    | Freddy Maertens    | Flandria       | 6h26'02" |
| 2    | Roger De Vlaeminck | Brooklyn       | s.t.     |
| 3    | Walter Godefroot   | Ijsboerke      | s.t.     |
| 4    | Francesco Moser    | Sanson         | s.t.     |
| 5    | Marcello Bergamo   | Jollj Ceramica | s.t.     |
| 6    | Giovanni Battaglin | Jollj Ceramica | s.t.     |
| 7    | Eddy Merckx        | Molteni        | s.t.     |
| 8    | Ronald De Witte    | Brooklyn       | s.t.     |
| 9    | Frans Verbeeck     | Ijsboerke      | s.t.     |
| 10   | Michel Pollentier  | Flandria       | s.t.     |